# Pulpí
Pulpí este o municipalitate și un oraș din provincia Almería, Andaluzia, Spania, cu o populație de 6.492 locuitori.